# Рамхорн, Себастьян
Себастьян Рамхорн (швед. Sebastian Ramhorn; 3 мая 1996, Швеция) — шведский футболист корейского происхождения, защитник.
У Себастьяна есть брат-близнец Йохан, который также является профессиональным футболистом.

## Клубная карьера
Рамхорн — воспитанник клуба «Кальмар». 10 мая 2014 года в матче против «Норрчёпинга» он дебютировал в Аллсвенскан лиге. Летом 2015 года для получения игровой практики Себастьян на правах аренды перешёл в «Отвидаберг». 9 августа в матче против «Хальмтада» он дебютировал за новую команду. По итогам сезона «Отвидаберг» вылетел в Суперэттан, но Рамхорн остался в команде. 17 апреля 2016 года в поединке против «Юнгшиле» он забил свой первый гол за клуб.

## Международная карьера
В 2013 году в составе юношеской сборной Швеции Рамхорн занял третье место на юношеском чемпионате Европы в Словакии. На турнире он сыграл в матчах против команд Швейцарии, Австрии, Словакии и России. В том же году Себастьян завоевал бронзовые медали юношеского чемпионата мира в ОАЭ. На турнире он сыграл в матчах против Японии, Гондураса, Ирака, Мексики, Аргентины и дважды Нигерии.